# Station Molenheide (Malderen)
Station Molenheide is een voormalige spoorweghalte langs spoorlijn 53 (Schellebelle-Mechelen-Leuven) in Malderen, een deelgemeente van de gemeente Londerzeel. De stopplaats lag ten noorden van de wijk Molenheide, dat bestaat uit een viertal straatjes, allen onder de naam Molenheide. Het station lag op een 500-tal meters van het latere station Malderen.
0,0: Schellebelle ·
2,8: Wichelen ·
5,8: Schoonaarde ·
9,7: Oudegem ·
12,5: Dendermonde ·
16,2: Baasrode-Zuid ·
18,2: Koude Haard ·
19,6: Buggenhout ·
21,6: Malderen ·
23,3: Molenheide ·
26,4: Londerzeel ·
28,2: Londerzeel-Oost ·
29,0: Ramsdonk ·
31,0: Kapelle-op-den-Bos ·
34,9: Heike ·
36,6: Hombeek ·
38,8: Brusselsesteenweg ·
39,6: Mechelen ·
42,6: Muizen ·
44,5: Hever ·
46,2: Biststraat ·
48,1: Boortmeerbeek ·
51,4: Haacht ·
52,5: Wespelaar-Heike ·
53,4: Wespelaar-Tildonk ·
55,8: Hambos ·
58,3: Wakkerzeelsesteenweg ·
59,4: Wijgmaal ·
64,1: Leuven